# Schnapper
Die Schnapper (Lutjanidae) sind eine Familie von Meeresfischen aus der Gruppe der Barschverwandten (Percomorpha). Sie leben küstennah in tropischen und subtropischen Regionen von Atlantik, Indopazifik und Ostpazifik und schwimmen selten in Brackwasser und Ästuarien.

## Merkmale
Es sind meist mittelgroße bis große Fische mit großen Köpfen und großem, endständigen Maul. Vorne im Maul sitzen bei den meisten Arten große Fangzähne. Auch das Gaumenbein und manchmal auch das Pflugscharbein tragen kleine Zähne. Ihre Rückenflosse ist zusammengewachsen, zwischen hartstrahligem und weichstrahligem Teil befindet sich keine oder eine mehr oder weniger deutlich ausgeprägte Einbuchtung. Die Schwanzflosse ist leicht bis tief eingebuchtet. Der Ansatz der Bauchflossen befindet sich direkt hinter dem Ansatz der Brustflossen. 
- Flossenformel: Dorsale IX–XII/9–18, Anale III/7–11.
- Branchiostegalstrahlen 7.
- Wirbel: 10 + 14.

Schnapper werden je nach Art 15 Zentimeter bis 1,60 Meter lang.

## Lebensweise

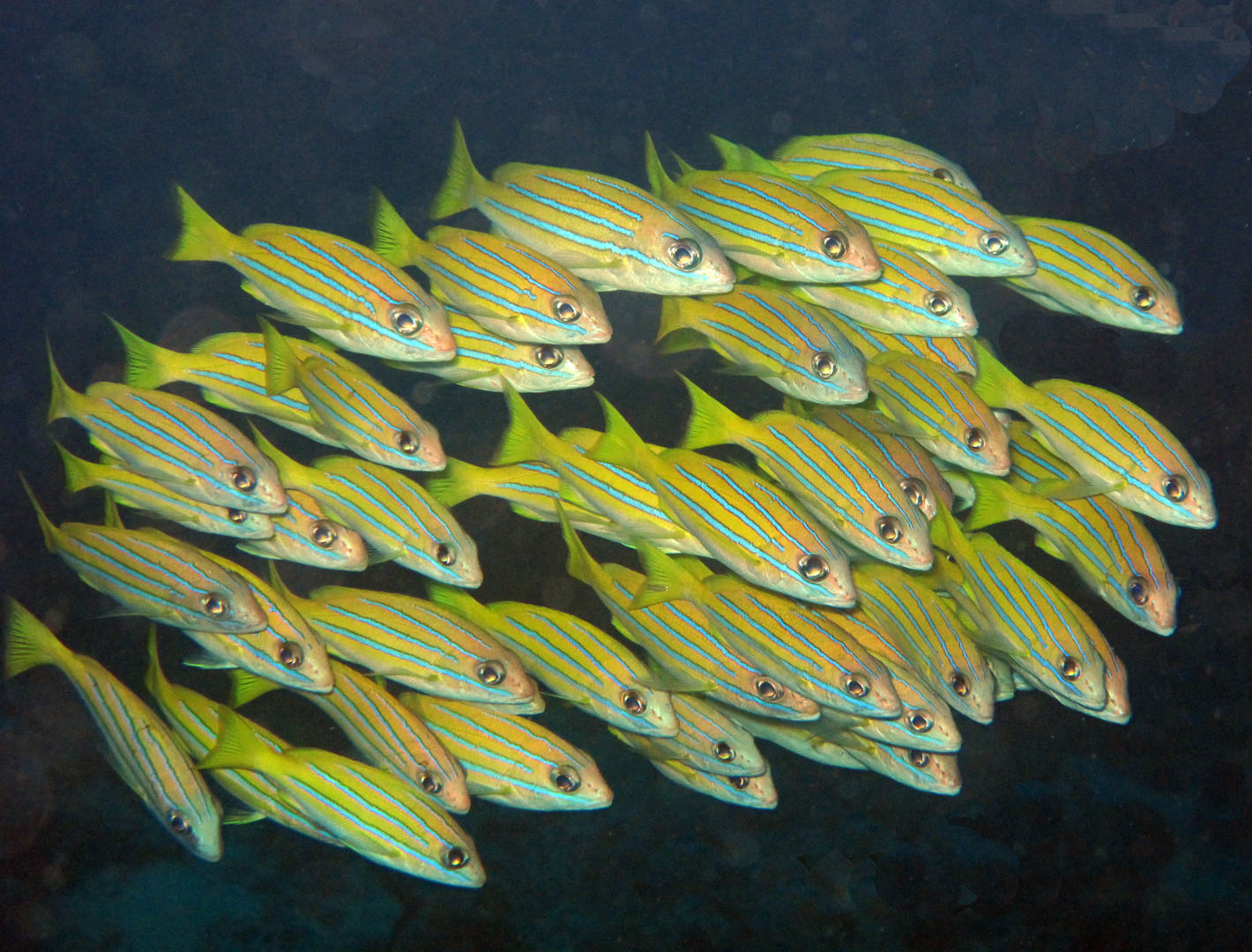
Blaustreifen-Schnapper

Die meisten Schnapper leben in flachen bis mittleren Tiefen bis 100 m. Die meisten Arten der Unterfamilie Eteline und einige aus der Unterfamilie Apsiline kommen aber in Tiefen von 100 bis 500 m vor. Sie sind aktive Raubfische, die vor allem nachts jagen. Die größeren Arten mit höheren Körpern ernähren sich vor allem von Fischen und von großen wirbellosen Tieren wie Krabben, Garnelen, verschiedenen anderen Krebstieren, Schnecken und Kopffüßer. Sie sind normalerweise mit großen Eckzähnen ausgestattet, die zum Ergreifen und Festhalten ihrer Beute geeignet sind. Kleinere Schnapperarten (z. B. Pristipomoides, Paracaesio und Pinjalo sp.) mit einer relativ schlanken, spindelförmigen Körperform sind oft Zooplanktonfresser, wobei planktonische Manteltiere zu den bedeutenden Beutetieren gehören. Diese Schnapperarten besitzen oft eine gegabelte Schwanzflosse, was ihre Wendigkeit bei der Jagd erhöht. Da die Beute in der Regel weicher ist, ist ihr Gebiss schwächer mit weniger vergrößerten Eckzähnen.

## Fortpflanzung
Schnapper sind getrenntgeschlechtlich. Die Geschlechter sind äußerlich kaum zu unterscheiden. Sie erreichen die Geschlechtsreife bei einer Größe von 43 bis 51 % ihrer Maximalgröße, wobei Männchen bei einer kleineren Größe geschlechtsreif werden als die Weibchen. Schnapper laichen mehrmals in der Fortpflanzungszeit in größeren Verbänden aus mehreren Weibchen und Männchen. Das Ablaichen wurde nur bei wenigen Arten direkt beobachtet. Es wird durch die Männchen durch Stupsen und Reiben am Körper der Weibchen eingeleitet. Dann bewegen sich die Fische spiralförmig zur Wasseroberfläche, wo sie die Eier und Spermien ins Wasser ausstoßen. Die Eier sind pelagisch und enthalten einen Öltropfen, damit sie nicht zu Boden sinken. Der Durchmesser der annähernd runden Eier beträgt 0,65 bis 3 mm, bei den meisten Arten sind sie weniger als 0,85 mm groß. 

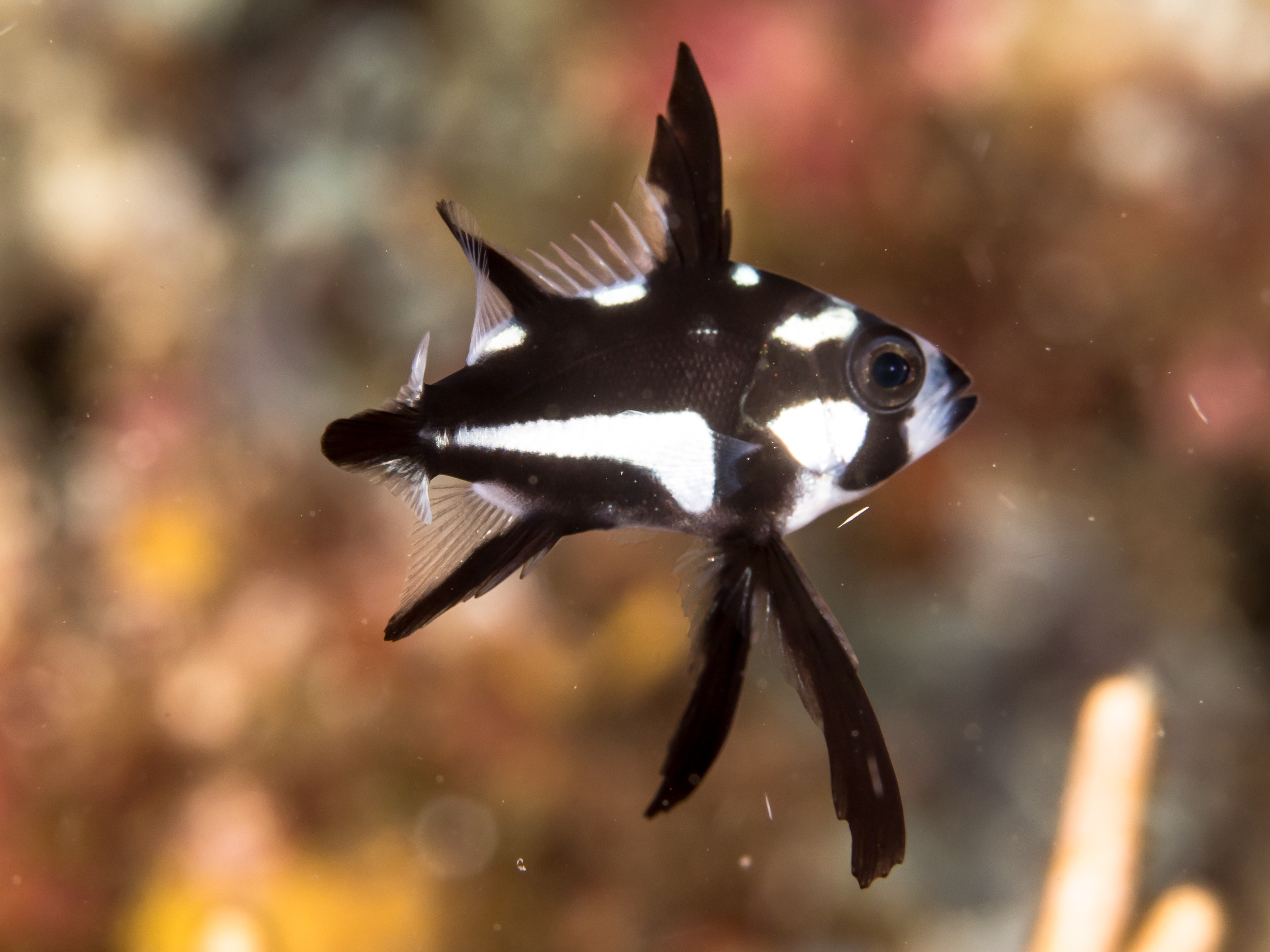
Jungfisch des Gelbaugenschnappers

Die Larven schlüpfen nach 17 bis 27 Stunden abhängig von der Art und der Wassertemperatur. Sie sind zunächst kaum pigmentiert, auch die Augen nicht, haben noch kein entwickeltes Maul, können kaum schwimmen und haben einen großen Dottersack durch den sie die folgenden 3 bis 4 Tage ernährt werden. Das vielleicht auffälligste Merkmal der Larven ist ein ausgeprägter und länglicher Kopfstachel. Larven der Gattung Lutjanus werden meist küstennah gefunden und sind auf dem offenen Meer selten. Dort findet man eher Larven der Gattungen Etelis und Pristipomoides. Schnapperlarven fehlen tagsüber weitgehend nah der Meeresoberfläche, wandern in der Nacht aber dorthin. Die Metamorphose findet nach 27 bis 47 Tagen mit einer Länge von 12 bis 20 mm statt. Bei einigen Arten haben die Jungfische eine völlig andere Färbung als die Ausgewachsenen. Schnapper werden 4 bis 21 Jahre alt, wobei größere Arten in der Regel älter werden als kleinere.

## Systematik
Der Name Lutjanidae als wissenschaftliche Bezeichnung für die Schnapper wurde 1861 durch den US-amerikanischen Ichthyologen Theodore Nicholas Gill eingeführt. Die genaue systematische Stellung der Schnapper innerhalb der Barschverwandten war lange Zeit ungeklärt. Molekularbiologische Untersuchungen ermittelten die Emmelichthyidae, die Ziegelbarsche (Latilidae) und die Torpedobarsche (Malacanthidae) als nächste Verwandte der Schnapper. Zusammen mit diesen Familien und zahlreichen weiteren werden sie seit 2021/22 in die Ordnung der Doktorfischartigen (Acanthuriformes) gestellt.
Es gibt mehr als 130 Arten in 19 Gattungen und vier Unterfamilien:

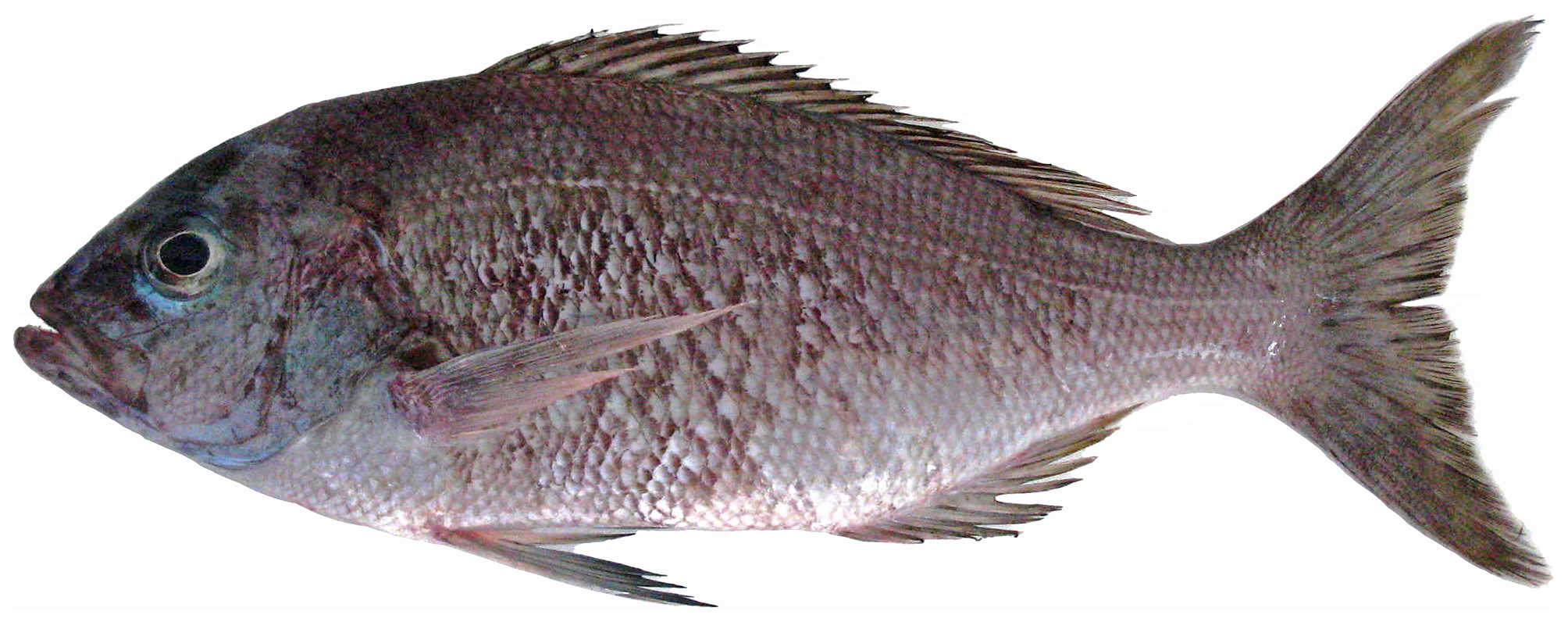
Apsilus dentatus

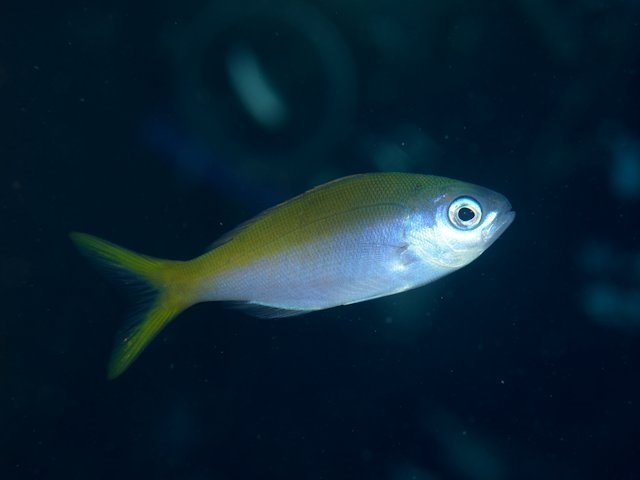
Paracaesio xanthura

### Unterfamilie Apsilinae
Die Unterfamilie Apsilinae kommt im tropischen Indopazifik und im Roten Meer sowie mit je einer Art rund um die karibischen Inseln und der afrikanischen Atlantikküste vor. Sie besitzen mäßig langgestreckte bzw. hochrückige Körper und eine tief gegabelte, halbmondförmige Schwanzflosse. Rücken- und Afterflosse sind unbeschuppt und der letzte Strahl dieser Flossen ist nicht lang, sondern kürzer als der vorletzte.
- Gattung Apsilus
  - Apsilus dentatus (Guichenot, 1853)
  - Gabelschwanz-Schnapper (Apsilus fuscus (Valenciennes, 1830))
- Gattung Lipocheilus
  - Lipocheilus carnolabrum (Chan, 1970)
- Gattung Paracaesio
  - Paracaesio brevidentata White, Last, 2012
  - Paracaesio caerulea (Katayama, 1934)
  - Paracaesio gonzalesi (Fourmanoir & Rivaton, 1979)
  - Paracaesio kusakarii (Abe, 1960)
  - Paracaesio paragrapsimodon (Anderson & Kailola, 1992)
  - Paracaesio sordida (Abe & Shinohara, 1962)
  - Paracaesio stonei (Raj & Seeto, 1983)
  - Paracaesio waltervadi (Anderson & Collette, 1992)
  - Paracaesio xanthura (Bleeker, 1869)
- Gattung Parapristipomoides
  - Parapristipomoides squamimaxillaris (Kami, 1973)

### Unterfamilie Etelinae
Die Unterfamilie Etelinae kommt im tropischen Indopazifik, im Roten Meer und im tropischen Westatlantik vor. Es sind relativ langgestreckte Fische mit einer tief gegabelten, halbmondförmigen Schwanzflosse. Rücken- und Afterflosse sind unbeschuppt und der letzte Strahl dieser Flossen ist verlängert und immer länger als der vorletzte.
- Gattung Aphareus
  - Aphareus furca (Lacépède, 1801)
  - Aphareus rutilans (Cuvier, 1830)
- Gattung Aprion

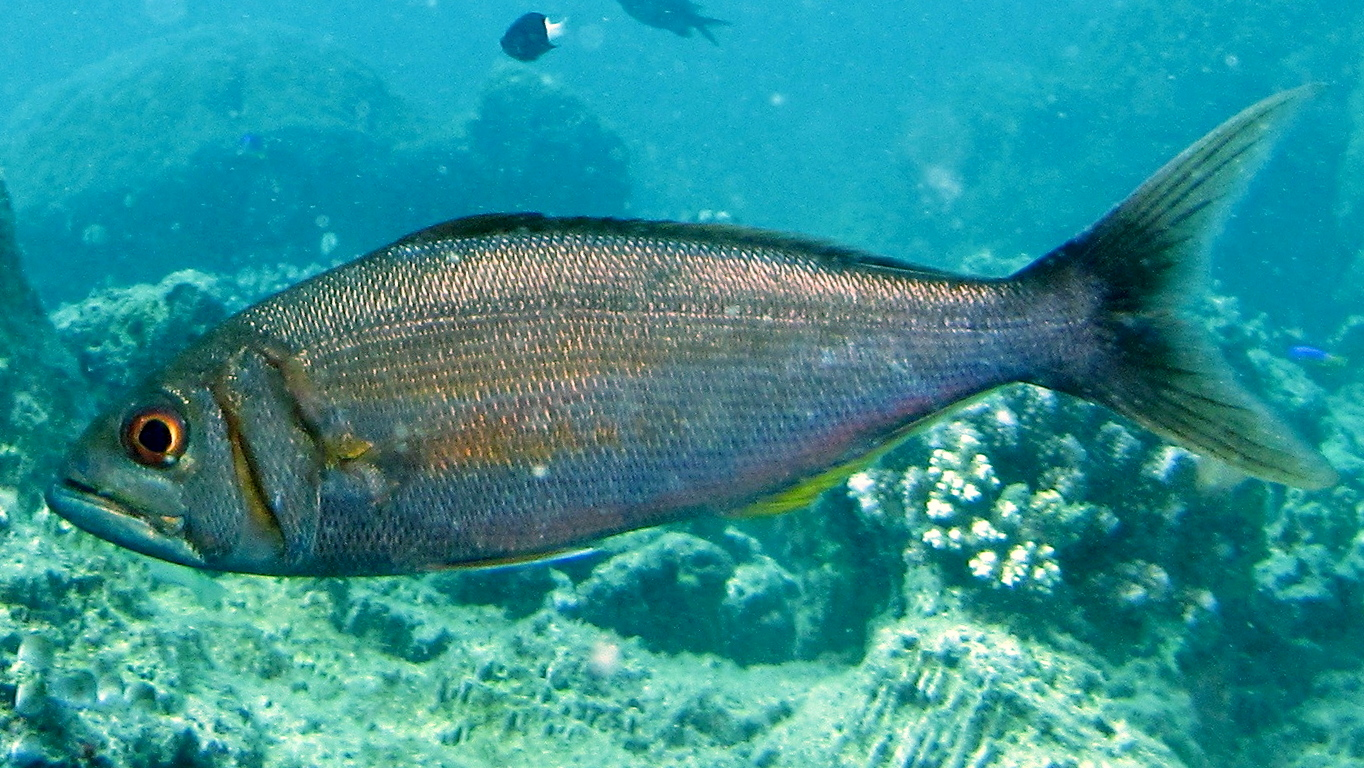
Aphareus furca

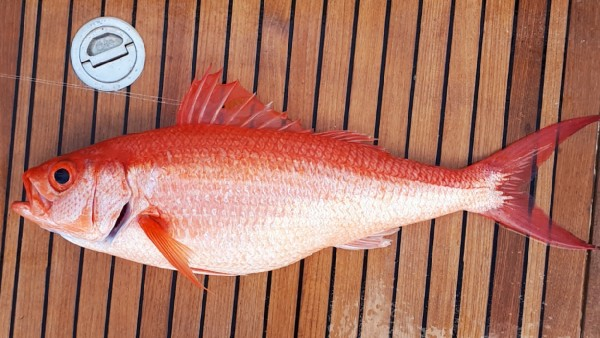
Etelis oculatus

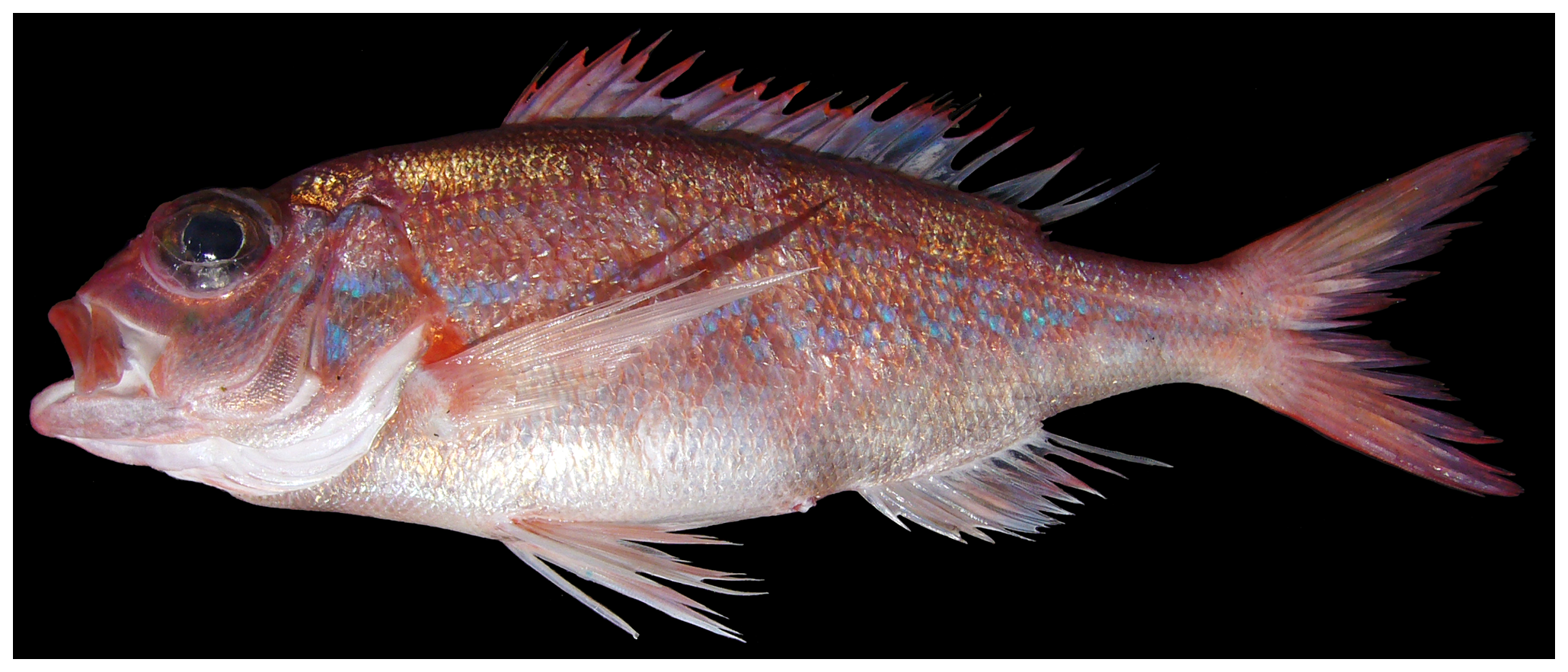
Pristipomoides aquilonaris

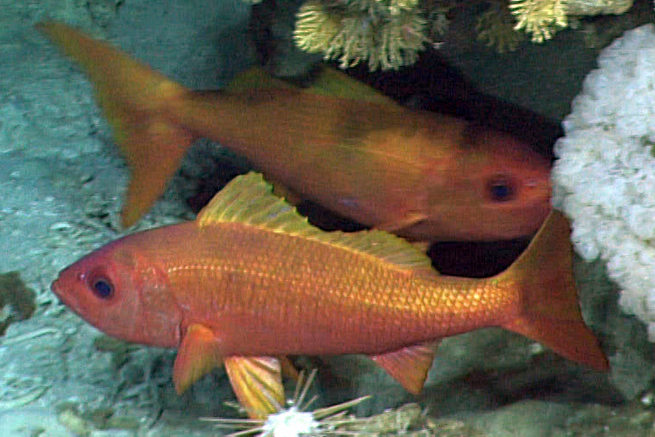
Randallichthys filamentosus

  - Aprion virescens (Valenciennes, 1830)
- Gattung Etelis
  - Etelis carbunculus (Cuvier, 1828)
  - Etelis coruscans (Valenciennes, 1862)
  - Etelis oculatus (Valenciennes, 1828)
  - Etelis radiosus (Anderson, 1981)
- Gattung Pristipomoides
  - Pristipomoides amoenus (Snyder 1911)
  - Pristipomoides aquilonaris (Goode & Bean, 1896)
  - Pristipomoides argyrogrammicus (Valenciennes, 1832)
  - Pristipomoides auricilla (Jordan, Evermann & Tanaka, 1927)
  - Pristipomoides filamentosus (Valenciennes, 1830)
  - Pristipomoides flavipinnis (Shinohara, 1963)
  - Pristipomoides freemani (Anderson, 1966)
  - Pristipomoides macrophthalmus (Müller & Troschel, 1848)
  - Pristipomoides multidens (Day, 1871)
  - Pristipomoides sieboldii (Bleeker, 1854)
  - Pristipomoides typus (Bleeker, 1852)
  - Pristipomoides zonatus (Valenciennes, 1830)
- Gattung Randallichthys
  - Randallichthys filamentosus (Fourmanoir, 1970)

### Unterfamilie Lutjaninae

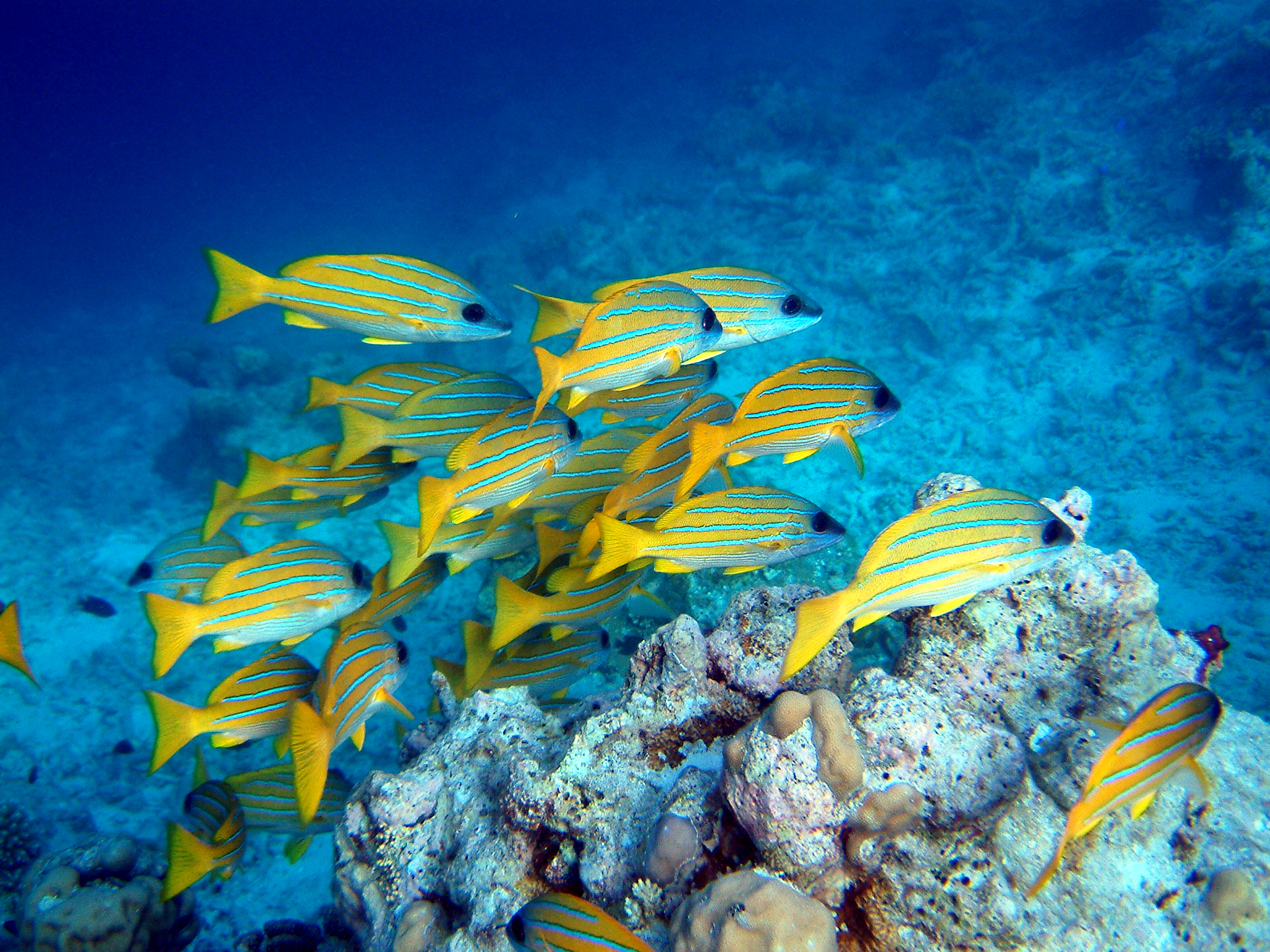
Blaustreifen-Schnapper (Lutjanus kasmira)

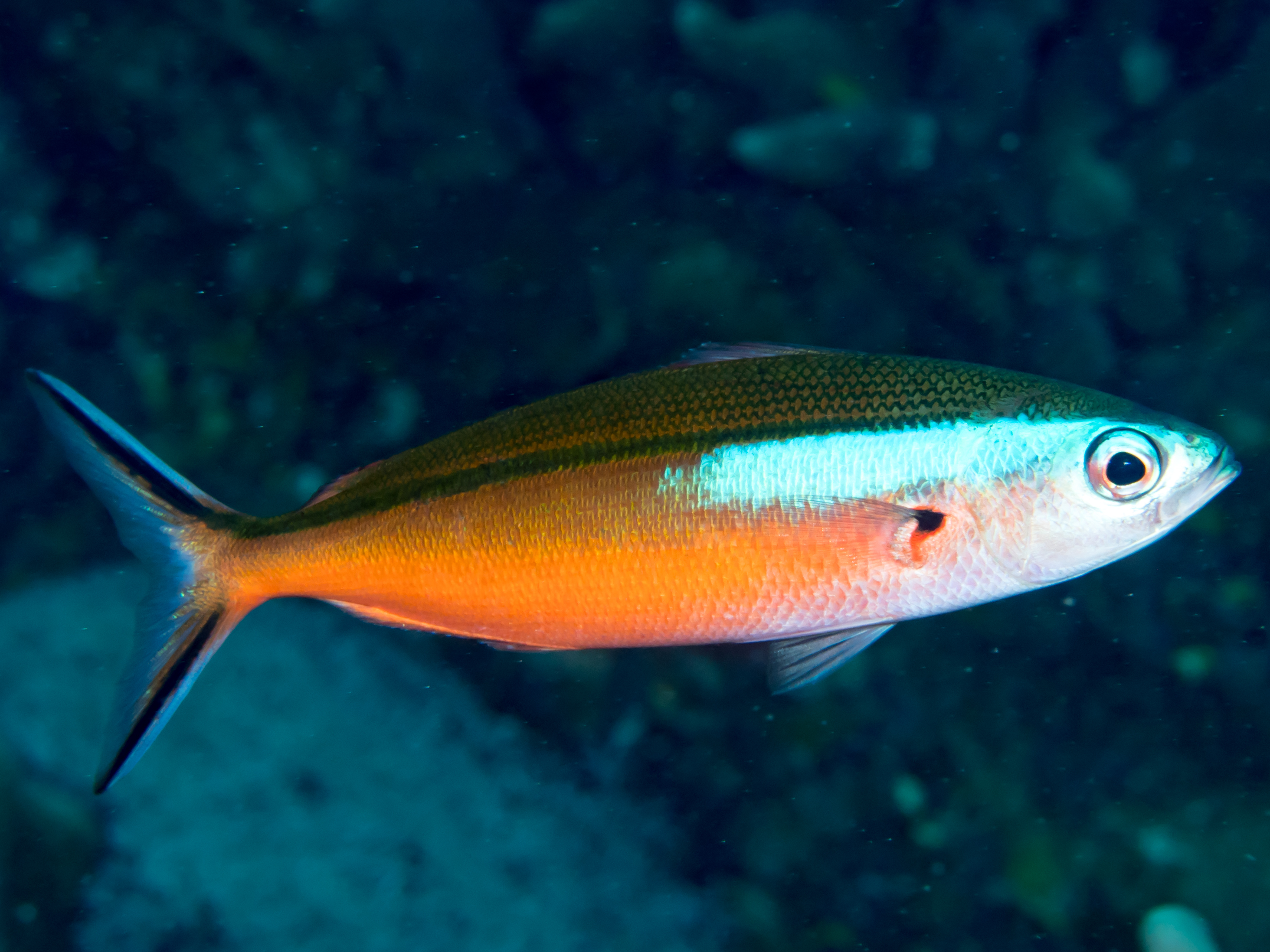
Neon-Füsilier (Pterocaesio tile)

Die Unterfamilie Lutjaninae kommt im tropischen Indopazifik, im Roten Meer, im tropischen westlichen und östlichen Atlantik und an der Pazifikküste Mittelamerikas und des nördlichen Südamerikas vor. Es sind schlanke bis relativ hochrückige Fische mit spatenförmigen bis tief gegabelten Schwanzflossen. Die Basen von Rücken- und Afterflosse sind von schuppigen Scheiden umgeben. Die Strahlen von Rücken- und Afterflosse sind nicht filamentartig verlängert. Das Pflugscharbein ist bezahnt.
- Gattung Hoplopagrus
  - Hoplopagrus guentherii (Gill, 1862)
- Gattung Lutjanus
  - etwa 75 Arten.
- Gattung Macolor
  - Gelbaugenschnapper (Macolor macularis (Fowler, 1931))
  - Schwarzweiß-Schnapper (Macolor niger (Forsskål, 1775))
- Gattung Pinjalo
  - Pinjalo lewisi (Randall, Allen & Anderson, 1987)
  - Pinjalo pinjalo (Bleeker, 1850)

Die Unterfamilie Lutjaninae umfasst auch die Füsiliere, die die Schwestergruppe der Gattung Macolor sind. In älteren Systematiken werden sie in der Regel als eigenständige Familie (Caesionidae) oder als Unterfamilie (Caesioninae) der Schnapper klassifiziert.

### Unterfamilie Paradichthyinae

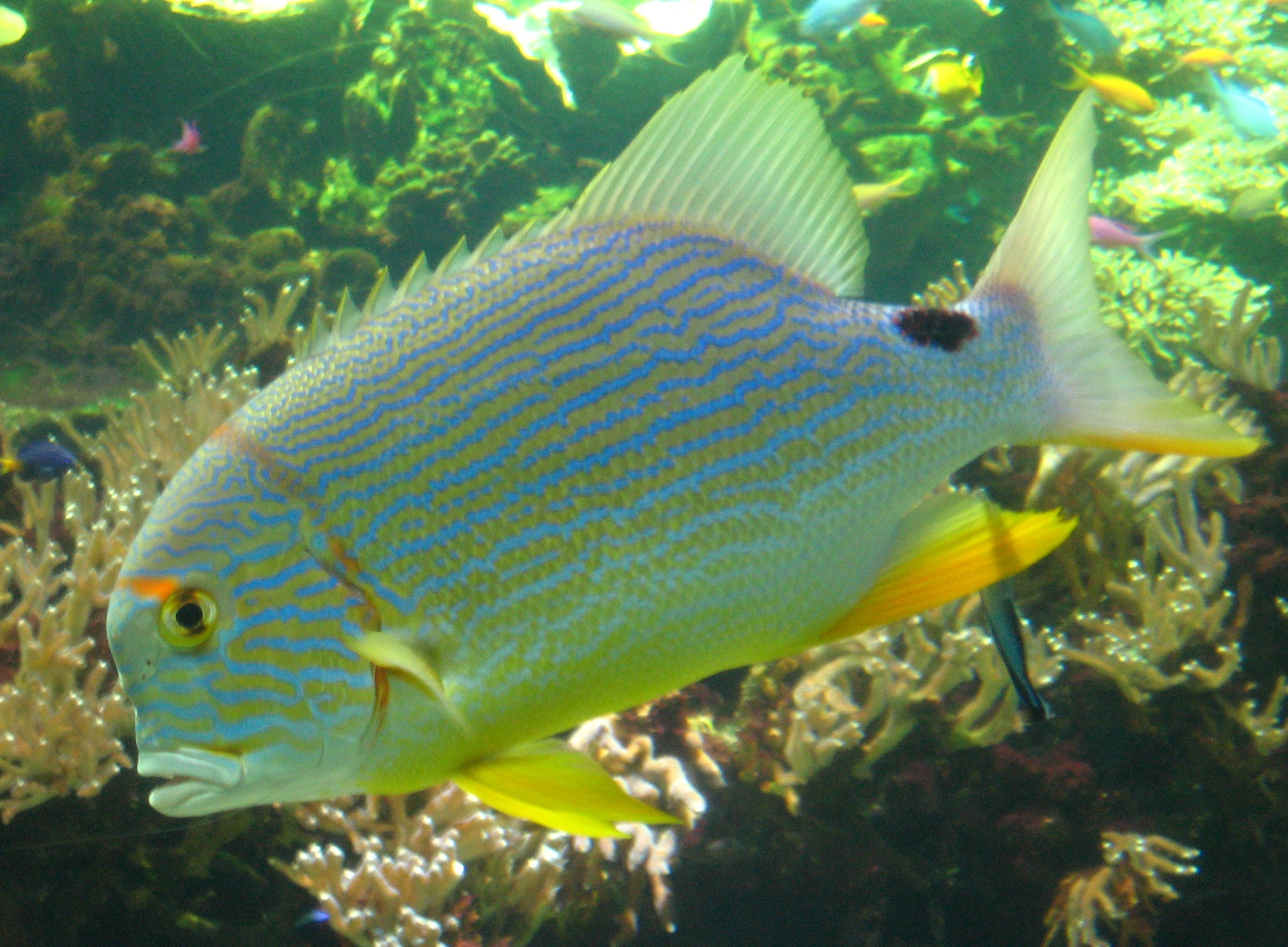
Segelflossen-Schnapper (Symphorichthys spilurus)

Die zwei Arten der Unterfamilie Paradichthyinae leben im zentralen tropischen Indopazifik von der Nordküste Australiens im Süden bis zu den Ryūkyū-Inseln im Norden. Es sind relativ hochrückige Fische mit einer leicht gegabelten Schwanzflosse. Das Pflugscharbein ist unbezahnt. Die Basen von Rücken- und Afterflosse sind von schuppigen Scheiden umgeben und einige der vorderen Strahlen dieser Flossen können lang ausgezogen sein.
- Gattung Symphorichthys
  - Segelflossen-Schnapper (Symphorichthys spilurus (Günther, 1874))
- Gattung Symphorus
  - Zimtschnapper (Symphorus nematophorus (Bleeker, 1860))

## Nutzung
Schnapper spielen keine Rolle bei der großen kommerziellen Hochseefischerei, sind aber in ihrem gesamten Verbreitungsgebiet wichtig für die regionale, küstennahe Fischerei und werden häufig auf Märkten verkauft. Viele Schnapperarten, besonders großwüchsige Arten der Gattung Lutjanus können aber durch Ciguatera vergiftet sein. In Deutschland darf nur der Malabar-Schnapper unter der Bezeichnung „Roter Schnapper“ oder „Red Snapper“ vermarktet werden, während in Amerika mit „Red Snapper“ der Nördliche Schnapper gemeint ist.